# 小胡陶
小胡陶（匈牙利語：Kishuta）是匈牙利包尔绍德-奥包乌伊-曾普伦州所辖的一个村，与大胡陶相邻。总面积5.18平方公里，总人口273，人口密度52.7人/平方公里（2011年1月1日）。